# Sapientia
Sapientia es una género de bacterias gramnegativas de la familia Oxalobacteraceae. Actualmente contiene una sola especie: Sapientia aquatica. Fue descrita en el año 2020, aunque inicialmente se aisló en el 2012. Su etimología hace referencia a la Universidad Sapientia, en Rumania. El nombre de la especie hace referencia a acuática. Es aerobia e inmóvil. Tiene un tamaño de 0,5-0,7 μm de ancho por 1,3-1,9 μm de largo. Catalasa positiva y oxidasa negativa. Forma colonias blancas-traslúcidas en agar R2A. Temperatura de crecimiento entre 4-30 °C, óptima de 20-25 °C. Tiene un genoma de 4,4 Mpb y un contenido de G+C de 48,3%. Se ha aislado del lago Santa Ana, en un cráter en Rumania. 